# ミライからの光
『ミライからの光』（ミライからのひかり）は、2019年2月6日にEpic Records Japanから発売されたDEENの47枚目のシングル。

## 解説
表題曲の「ミライからの光」は、『テイルズ オブ ザ レイズ』のテーマソングとなっており、2008年発売の34枚目のシングル「永遠の明日」以来自身3度目のとなる『テイルズ オブ シリーズ』とのタイアップとなった。なお、本作の発売で1990年代、2000年代、2010年代と3つの年代で『テイルズ オブ シリーズ』の主題歌及びテーマソングを担当したのはDEENが初めてとなる。
3度目の『テイルズ オブ シリーズ』のテーマソングと言うこともあり、「ミライからの光」の歌詞には『テイルズ オブ シリーズ』の主題歌となった「夢であるように」と「永遠の明日」の曲のタイトルが、一部読み方こそ違うものの歌詞として使用されている。
初回限定盤と通常盤での2形態での発売となり、初回限定盤はDEEN×テイルズ オブ W-SIDE三方背スペシャルパッケージ仕様に、台湾でのドキュメンタリー映像が収録されたDVDが付属しており、通常盤は初回プレス限定特典として『テイルズ オブ ザ レイズ』スペシャルステッカーが付属している。初回限定盤と通常盤で収録曲も異なっており、初CD化となる「夢であるように パチスロ テイルズ オブ デスティニー Version」が、通常盤のみボーナストラックとして収録されている。

## ライブ・パフォーマンス
横浜アリーナで開催された『テイルズ オブ フェスティバル 2019』の2019年6月15日の公演において、『テイルズ オブ シリーズ』の主題歌である「夢であるように」、「永遠の明日」と共に、表題曲の「ミライからの光」を歌唱した。また、横浜アリーナで開催された『テイルズ オブ フェスティバル 2023』の2023年6月11日の公演でも前述の3曲を歌唱している。

## 収録曲

### 初回限定盤

#### CD
1. ミライからの光
作詞：池森秀一 / 作曲：山根公路 / 編曲：侑音
2. 離さない君を、離れない僕は。
作詞：池森秀一 / 作曲：山根公路
3. ミライからの光 (off vocal version)
4. 離さない君を、離れない僕は。（off vocal version）
5. 永遠の明日 テイルズ オブ ハーツ Version（Bonus Track）
作詞・作曲：池森秀一

#### DVD
1. 台湾撮影ドキュメンタリームービーDVD「Journey to the light 〜DEEN in Taiwan〜」

### 通常盤
1. ミライからの光
作詞：池森秀一 / 作曲：山根公路 / 編曲：侑音
2. 離さない君を、離れない僕は。
作詞：池森秀一 / 作曲：山根公路
3. ミライからの光 (off vocal version)
4. 永遠の明日 テイルズ オブ ハーツ Version（Bonus Track）
作詞・作曲：池森秀一
5. 夢であるように パチスロ テイルズ オブ デスティニー Version（Bonus Track）
作詞：池森秀一 / 作曲：DEEN